# Afri-Ski

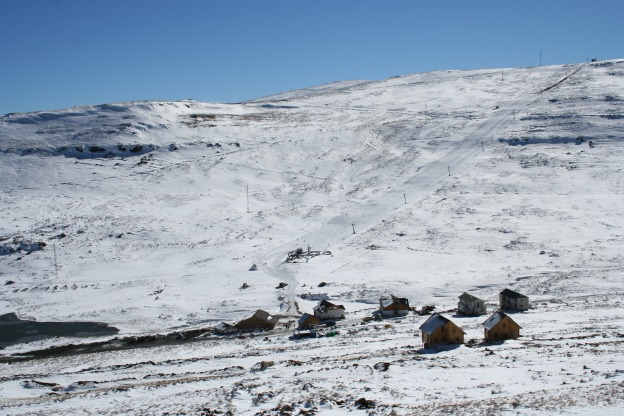
Der Ski-Hang von Afri-Ski

Afri-Ski ist die einzige Ski-Station in Lesotho. Sie liegt in den Maloti- beziehungsweise Drakensbergen im Distrikt Butha-Buthe auf etwa 3030 Metern Höhe.
Das Resort liegt an der Verbindungsstraße von Butha-Buthe nach Mokhotlong am Highway A1. Von Westen her ist es über den steilen Moteng-Pass und den Mahlasela-Pass zu erreichen. Es ist eines von nur zwei Wintersportgebieten im südlichen Afrika und bietet Übernachtungsmöglichkeiten für 352 Menschen. Es sind zwei Pisten mit jeweils einem Skilift sowie ein Schneepark für Snowboarder vorhanden. Schneekanonen helfen bei Schneemangel. 2010 fanden hier die Südafrikanischen Meisterschaften im Skifahren und Snowboarden statt.